# Чергування звуків
Чергування, альтернація (лат. alternatio) — парадигматичне відношення між одиницями одного рівня мови, що полягає в їхній здатності заміняти одні одних у тому ж самому місці в структурі одиниці вищого рівня за певних синтагматичних або парадигматичних умов.

## Українська мова
У сучасній українській мові при відмінюванні слів та утворенні нових відбувається  чергування звуків.

### Чергування приголосних
До найпоширеніших належать:
Викликані рефлексами першої палаталізації
До них належать такі чергування: г/ж, к/ч, х/ш (плуг — плужок, друг — дружба, дорога — дорожній, вік — вічний, око — очі, рука — ручний, парубок — парубче, пастух — пастуше, сухий — сушити).
Викликані рефлексами другої палаталізації
До них належать такі чергування: г/з, к/ц, х/с. Це чергування відбувається перед закінченням -і в давальному відмінку однини іменників жіночого роду та в місцевому відмінку однини іменників чоловічого, жіночого та середнього родів (у давальному відмінку знахідка — знахідці, книга — книзі, облога — облозі, опалубка — опалубці, папка — папці, пересадка — пересадці, плаха — пласі, покупка — покупці, сім'янка — сім'янці, фабрика — фабриці, у місцевому: берег — на березі, блок — у блоці, відпустка — у відпустці, капелюх — на капелюсі, колега — на колезі, палатка — у палатці, поріг — на порозі, рейка — на рейці, техніка — техніці).
Викликані рефлексами першої, другої і третьої палаталізацій
До них належать такі чергування: ц/ч, к/ц/ч, г/з/ж (отець — отче, лице — лик, палиця — палка, князь — княгиня — княжий).
Викликані рефлексами йотації приголосних
 До них належать такі чергування: г/ж, з/ж, к/ч, с/ш, д/дж, т/ч (лягти — лежу, возити — вожу, скакати — скачу, писати — пишу, водити — воджу, летіти — лечу).
Викликані спрощенням груп приголосних
До них належать чергування, у яких при відмінюванні й словотворі випадає один чи кілька звуків. Вони виникли внаслідок спрощення груп приголосних, що з'явилися після занепаду редукованих (серце — сердечний, тижня — тиждень < д.-рус. сердьце - сердьчьнъ, тиждьня - тиждьнь).
Викликані асиміляцією приголосних
Викликані дисиміляцією приголосних
У деяких випадках чергування пояснюється рефлексами колишнього розподібнення приголосних, наприклад, [ч] перед [н] став вимовлятися як [ш] (мірочка — мірошник, ручка — рушник, сонячко — соняшник < д.-рус. мѣръчьникъ, ручьникъ, солньчьникъ).

### Чергування голосних
Викликані явищем ікавізму в новозакритих складах
Чергування о/і та е/і виникло внаслідок подовження [о] і [е] в закритих складах після зникнення редукованих наприкінці слова.
Викликані явищем аблауту
Іноді спостерігається чергування о/е в коренях: у дієслів присутній голосний [е], в іменників — [о] (зберу — збори, несу — ноша, лежу — ложе), а також чергування и/е в дієслівних формах недоконаного й доконаного видів (збираю — зберу). На відміну від інших чергувань воно має дуже давнє походження й сягає ще праіндоєвропейського періоду, аналогічну заміну дієслівного [e] на [o] в корені іменника можна знайти й в інших індоєвропейських мовах (пор. дав.-гр. φέρω — «несу» і φόρος — «принесене», «данина»; лат. tego — «покриваю» і toga — «покривало, тога»).

## В інших мовах
Російська
У російській мові існують чергування приголосних, теж пов'язані з рефлексами першої, другої і третьої палаталізацій, йотації приголосних. На відміну від української, в російській відсутнє явище ікавізму, але поширене чергування, пов'язане з переходом /е/ в /о/ («йоканням»): ведро («відро») — вёдер («відер»), гнездо («гніздо») — гнёзд («гнізд»), пчела («бджола») — пчёл («бджіл»), стекло («скло») — стёкол («стекол»).
Польська
У польській мові так само наявні чергування приголосних, викликані рефлексами першої, другої і третьої палаталізацій, йотації приголосних. Багато чергувань голосних викликане лехітською переголосовкою: las («ліс») — w lesie («у лісі»), miasto («місто») — w mieście («у місті»), nieść («нести») — niosę («несу»), ręka («рука») — rąk («рук»), wieźć («везти») — wiozę («везу»).